# تموزان
تموزان، روستایی در دهستان درگزین شرقی بخش شاهنجرین شهرستان درگزین در استان همدان ایران است.

## جمعیت
بر پایه سرشماری عمومی نفوس و مسکن در سال ۱۳۹۵، جمعیت این روستا برابر با ۱۱۰ نفر (۴۰ خانوار) بوده‌است. دربازدید اخیر از این روستا حدود بیست خانوار در این روستا به صورت دائم ساکن می باشند و اغلب مردم بومی آنجا به شهرهایی مثل قم و شهریار مهاجرت کرده اند و خانه ای برای ییلاق و گردش در تموزان دارند .